# Linde (Frankrijk)
Linde (officieel: Lynde) is een gemeente in de Franse Westhoek, in het Franse Noorderdepartement (Frans: département du Nord). De gemeente ligt in Frans-Vlaanderen in de streek het Houtland. Linde grenst aan de gemeenten Ebblingem, Stapel, Hondegem, Waalskappel, Zerkel, Blaringem en Ruisscheure. De gemeente had op 1 januari 2022 782 inwoners.

## Naam
De plaatsnaam van het dorp heeft een Oudnederlandse herkomst. De oudste vermelding is van 1146-1155, als Lindes. Het betreft een datief in het meervoud met een locatieve functie met als betekenis in modern Nederlands: Linde (bepaald soort loofboom). 
De lindeboom werd bij de Germanen gezien als heilige boom. De godin Freya zou zich erin gevestigd hebben. (zie: historische en culturele betekenis van de lindeboom)

## Geschiedenis
Enkele heren van Linde zijn nog ter kruisvaart getogen (1099 en 1191).
In 1906 verzette de bevolking zich tegen de inventarisatie van kerkelijke goederen in het kader van de wet Scheiding van kerk en staat. Dit verzet leidde te Boeschepe tot een slachtoffer.

## Bezienswaardigheden
- De Sint-Vaastkerk (Église Saint-Vaast)
- Op het Kerkhof van Linde liggen enkele Britse oorlogsgraven uit beide wereldoorlogen.

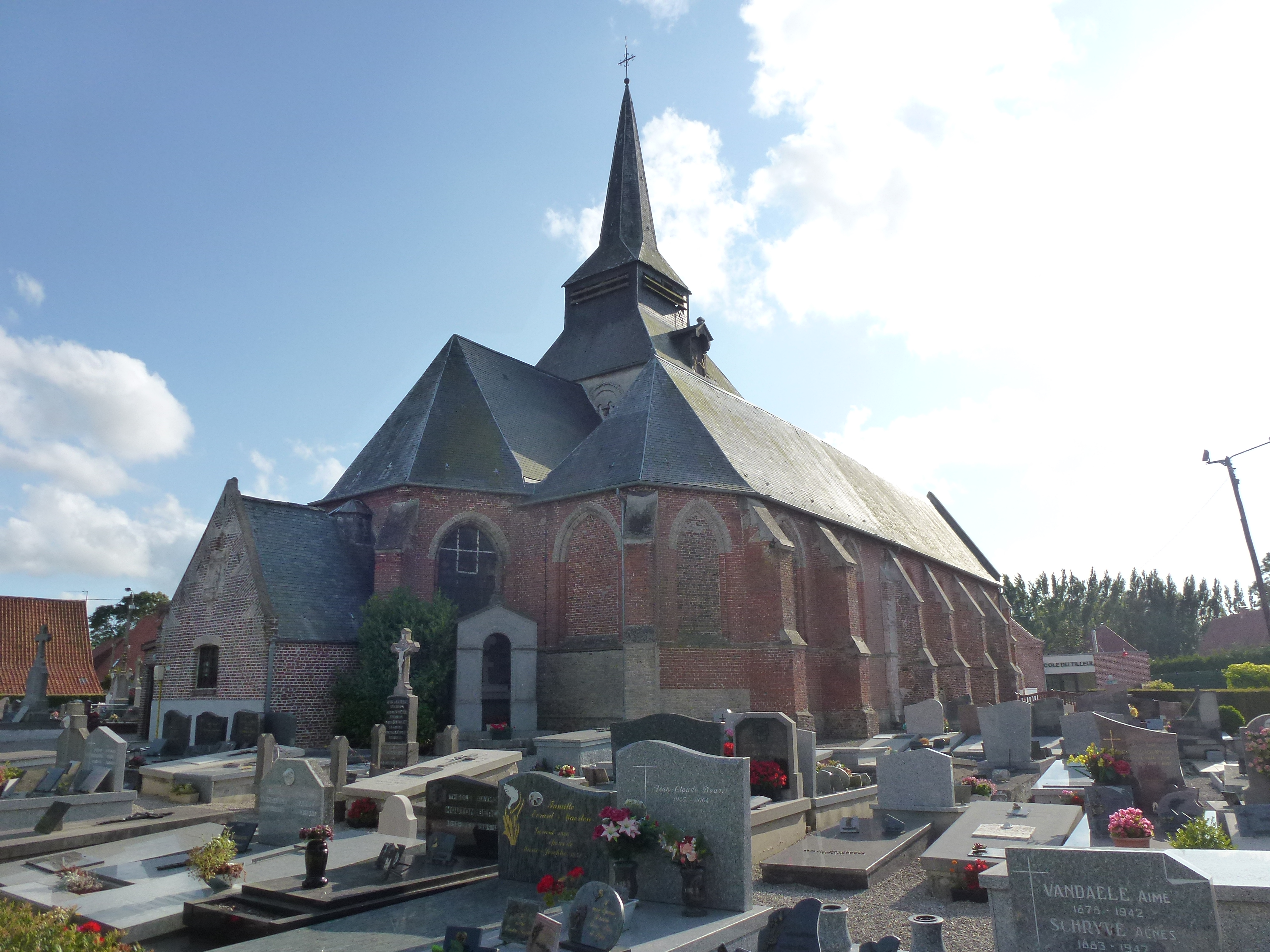
De Sint-Vaastkerk van Linde
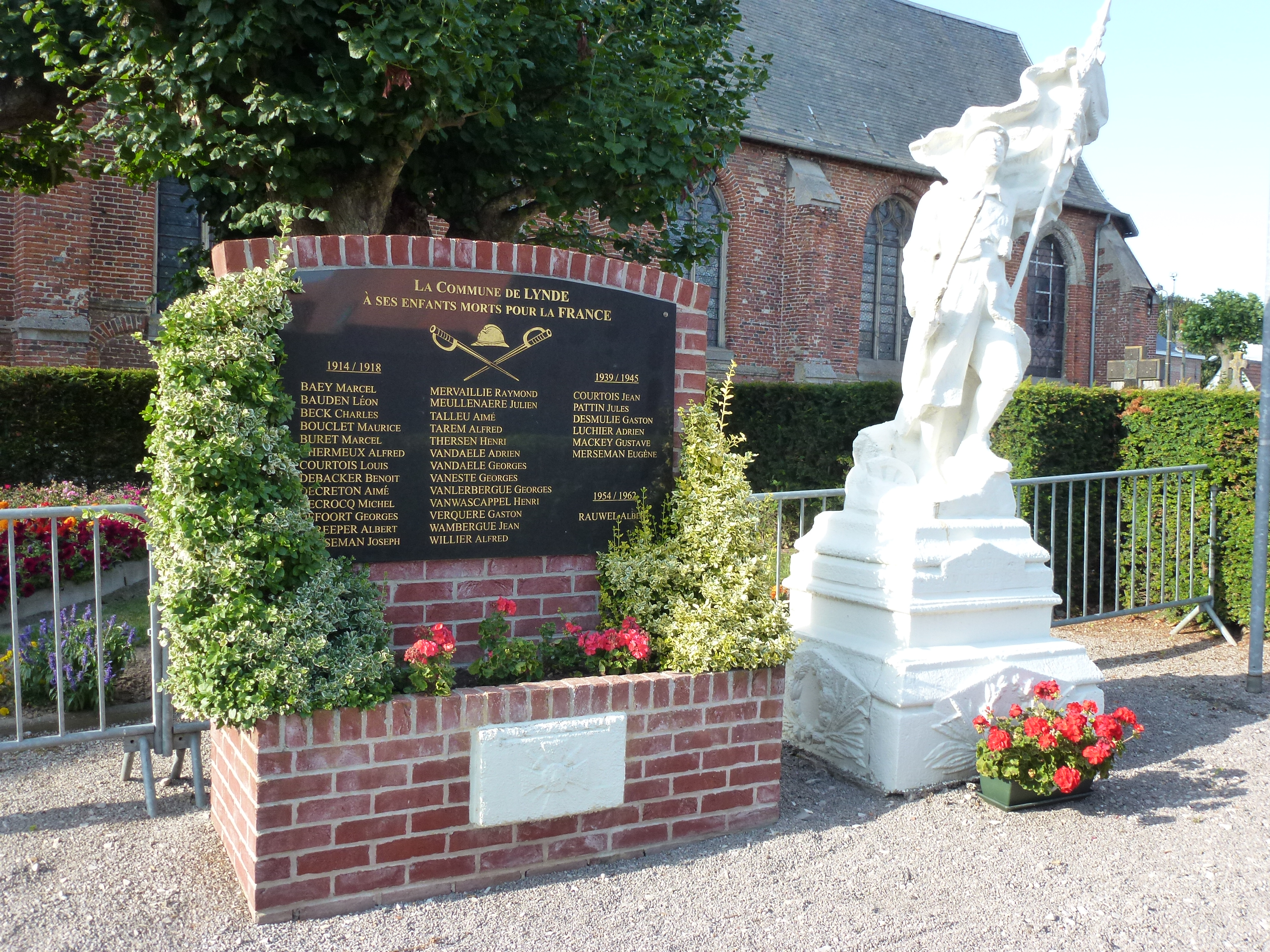
Monument voor de gesneuvelden
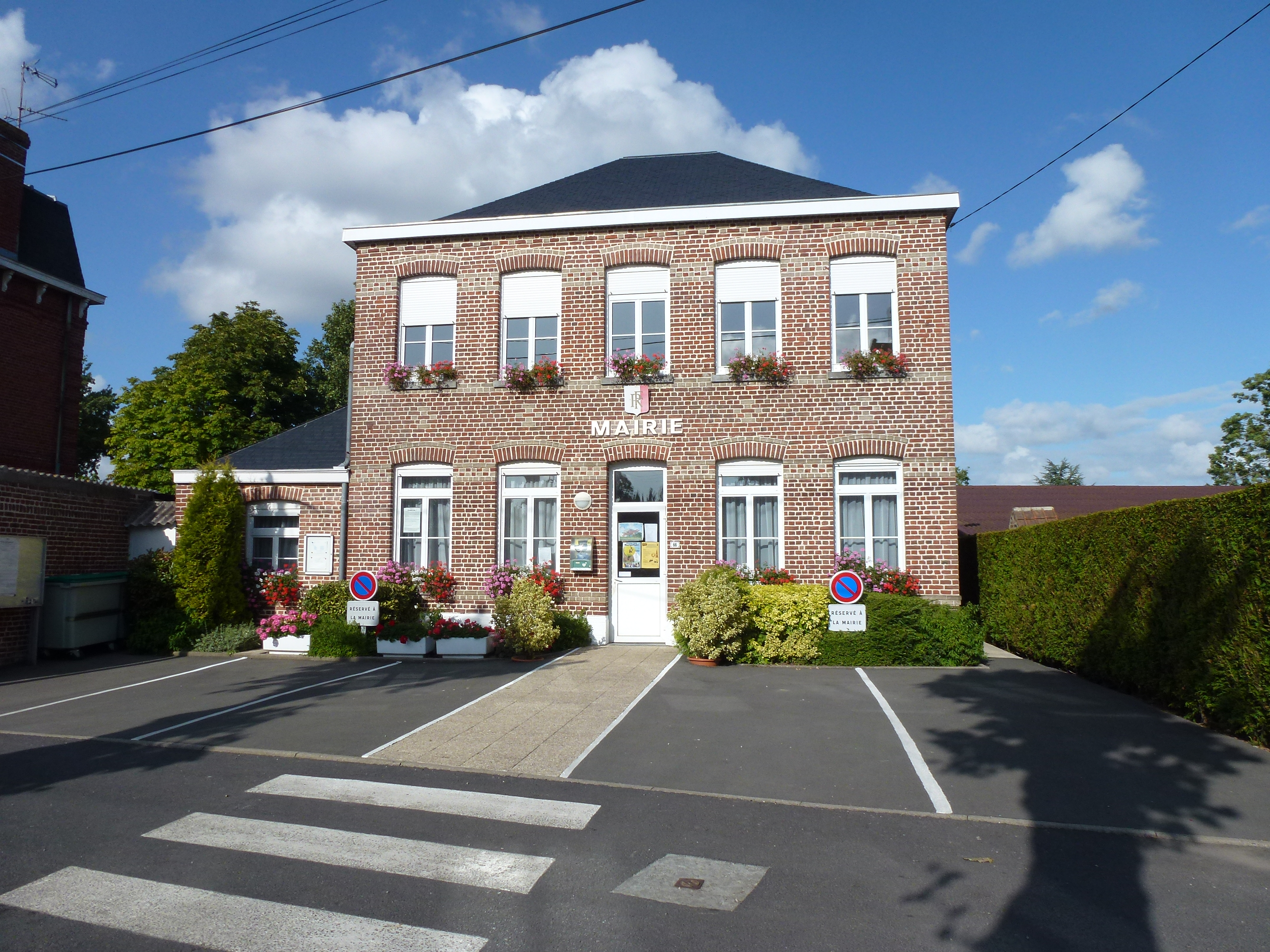
Het gemeentehuis van Linde

## Geografie
De oppervlakte van Linde bedroeg op 1 januari 2022 9,07 vierkante kilometer; de bevolkingsdichtheid was toen 86,2 inwoners per km². Linde ligt in het Houtland op een hoogte tussen 34 en 72 meter.

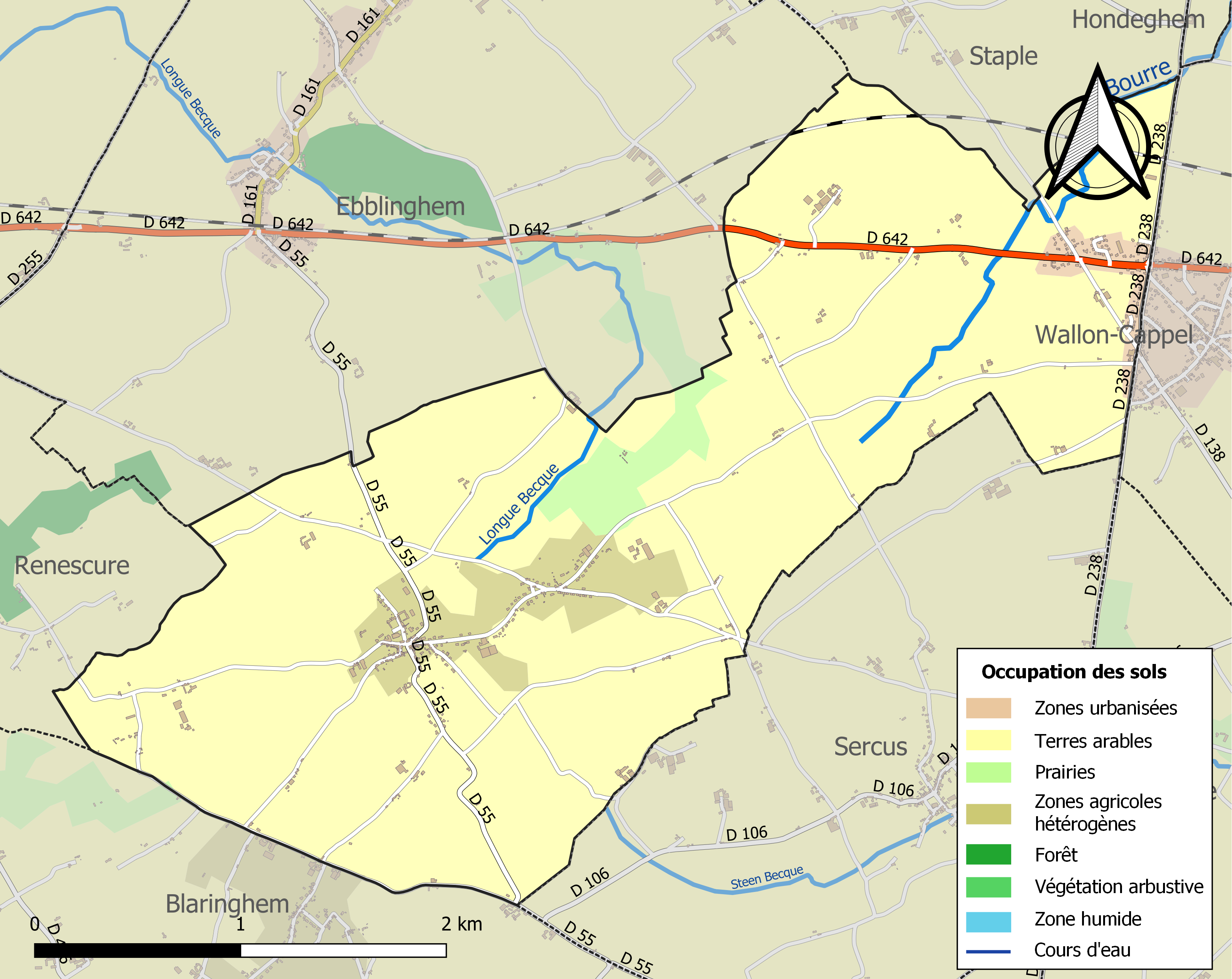
Kaart van de gemeente met belangrijkste infrastructuur, bodemgebruik en omliggende gemeenten

## Demografie
Onderstaande figuur toont het verloop van het inwonertal (bron: INSEE-tellingen).

## Nabijgelegen kernen
Zerkel, Wardrecques, Ruisscheure, Ebblingem, Waalskappel, Blaringem
Blaringem · Boezegem · Ebblingem · La Gorgue  · Haverskerke · Hazebroek · Linde · Meregem · Moerbeke · Nieuw-Berkijn · Ruisscheure · Steenbeke · Stegers · Tienen · Waalskappel · Zerkel
Armboutskappel · Arneke · Bambeke · Bavinkhove · Belle · Berten · Bieren · Bissezele · Blaringem · Boeschepe · Boezegem · Bollezele · Borre · Bray-Dunes · Broekburg · Broekkerke · Broksele · Buisscheure · Drinkam · Duinkerke · Ebblingem · Eke · Ekelsbeke · Eringem · Gijvelde · Godewaarsvelde · La Gorgue · Grand-Fort-Philippe · Grevelingen · Groot-Sinten · Hardefoort · Haverskerke · Hazebroek · Herzele · Holke · Hondegem · Hondschote · Hooimille · Houtkerke · Kaaster · Kapelle · Kapellebroek · Kassel · Killem · Kraaiwijk · Krochte · Kwaadieper · Lederzele · Ledringem · Leffrinkhoeke · Linde · Loberge · Loon · Meregem · Merkegem · Merris · Meteren · Millam · Moerbeke · Niepkerke · Nieuw-Berkijn · Nieuw-Koudekerke · Nieuwerleet · Noordpene · Ochtezele · Okselare · Oostkappel · Oud-Berkijn · Oudezele · Pitgam · Pradeels · Rekspoede · Rubroek · Ruisscheure · Sint-Janskappel · Sint-Joris · Sint-Mariakappel · Sint-Momelijn · Sint-Pietersbroek · Sint-Silvesterkappel · Sint-Winoksbergen · Soks · Spijker · Stapel · Steenbeke · Steenvoorde · Steenwerk · Stegers · Stene · Strazele · Terdegem · Téteghem-Coudekerque-Village · Tienen · Uksem · Vleteren · Volkerinkhove · Waalskappel · Warrem · Waten · Wemaarskappel · Westkappel · Wilder · Winnezele · Wormhout · Wulverdinge · Zegerskappel · Zerkel · Zermezele · Zoeterstee · Zuidkote · Zuidpene